# Mesoscincus
Mesoscincus — род сцинковых ящериц. Включает три вида, обитающих в Мексике и Центральной Америке.

## Классификация
Ранее виды рода Mesoscincus рассматривались в составе рода Eumeces.
Виды:
- Mesoscincus altamirani — распространен в Мексике.
- Mesoscincus managuae — распространен в Коста-Рике, Никарагуа, Гондурасе и Сальвадоре.
- Mesoscincus schwartzei — распространен в Мексике, Гватемале и Белизе.